# Francisco Torres
Francisco Torres anche noto con il nome latino: Turrianus) (Herrera de Pisuerga, 1509 circa – Roma, 21 novembre 1584) è stato un gesuita, grecista, teologo e polemista spagnolo.

## Biografia
Francisco Torres nacque a Herrera, nella Provincia di Palencia. Studiò a Salamanca e visse a Roma presso i cardinali Salviati e Seripando.
Nel 1562, papa Pio IV lo inviò al Concilio di Trento e l'8 gennaio 1567 divenne gesuita. Fu professore al Collegio Romano, prese parte alla revisione della Vulgata (la c.d. Vulgata Sistina), e si legò ai Cardinali Osio e Baronio. I suoi contemporanei lo chiamavano helluo librorum (divoratore di libri) per la rapidità con cui esaminava le principali biblioteche. Rimase a Roma, dove morì il 21 novembre 1584.
Difese le dottrine dell'Immacolata Concezione, l'autorità del sovrano pontefice sul concilio, la successione apostolica dei vescovi, la Comunione sotto una sola specie per i laici, l'autenticità dei Canoni Apostolici e delle decretali pseudoisidoriane, e si adoperò per la restaurazione della festa della Presentazione della Beata Vergine, che Pio V aveva soppresso.
David Blondel lo accusò di mancanza di giudizio critico e Jerónimo Nadal ne criticò l'eccessiva aggressività nella polemica contro i protestanti. Scrisse più di settanta libri, che possono essere divisi in due gruppi: scritti polemici contro i protestanti e traduzioni dal greco al latino soprattutto di Padri greci, dei quali trovò nelle biblioteche e pubblicò varie opere inedite. Particolarmente significativa fu la sua edizione critica con traduzione latina dell'Expositio elementaris eorum quae a theologis de Deo dicuntur (Τῶν θεολογικῶν ῥήσεων στοιχειώδης ἔκθεσις) del teologo bizantino Giovanni Ciparissiota (1310 - 1378/79), ristampata da Migne (PG 152, 741-992) e recentemente ripubblicata.